# Pseudoathyreus
Pseudoathyreus es un género de coleóptero de la familia Geotrupidae.

## Especies
Las especies de este género son:
- Pseudoathyreus damara
- Pseudoathyreus flavohirtus
- Pseudoathyreus fracticolis
- Pseudoathyreus freyi
- Pseudoathyreus frontalis
- Pseudoathyreus kordofanus
- Pseudoathyreus orientalis
- Pseudoathyreus porcatus
- Pseudoathyreus rhodesianus